# Lembach im Mühlkreis
Lembach im Mühlkreis ist eine Marktgemeinde in Oberösterreich im Bezirk Rohrbach im oberen Mühlviertel mit 1512 Einwohnern (Stand 1. Jänner 2024). Die Gemeinde liegt im Gerichtsbezirk Rohrbach.

## Geografie
Lembach im Mühlkreis liegt auf 552 m Höhe im oberen Mühlviertel bzw. in der Naturschutzfachlichen Raumeinheit Zentralmühlviertler Hochland. Die Gemeindefläche ist mit 7,98 Quadratkilometer die kleinste des Bezirks. Die Ausdehnung beträgt von Norden nach Süden 3,6 und von West nach Ost misst das Gemeindegebiet 4 Kilometer. 27,2 Prozent der Fläche sind bewaldet, 61,7 Prozent werden landwirtschaftlich genutzt.

### Geologie und Böden
Die Landschaft des Gemeindegebietes ist ein Teil der Böhmischen Masse, die auf ein sehr altes Gebirge zurückgeht, das durch die Variszische Gebirgsbildung im Paläozoikum (Karbon) entstand. Nach der starken Erodierung des ehemaligen Hochgebirges kam es während der Alpidischen Gebirgsbildung im Tertiär zur Aufhebung des kristallinen Grundgebirges um mehrere 100 Meter, wodurch Brüche und Störungen entstanden. In weiterer Folge kam es im Tertiär und Quartär zur Ablagerung von Sedimenten. Als dominante Gesteine finden sich im Gemeindegebiet ältere grobkörnige Granite vom Typus Weinsberger Granit. Er gehört zu den ersten während der Gebirgsfaltung erstarrten
Magmaserien, weist eine typische Grobkörnigkeit auf und bedingt einen unruhigen Landschaftscharakter mit raschem Wechsel von Kuppen und Senken. Naturräumlich wird Lembach dem Welligen Hochland mit seinen Kerbtälern des „Ranna-Mühl-Rodl-Hochlandes“ des Bayrisch-oberösterreichischen Massivrandes des Kristallinen Randlandes zugerechnet.
Als Bodentyp findet sich Böden der Braunerde-Podsolreihe aus Kristallin, wobei im Gemeindegebiet silikate Braunerde vorherrscht. Diese hat sich auf den Graniten und Gneisen der Böhmischen Masse gebildet. Die leichten bis sehr leichten Böden sind qualitativ von der Tiefgründigkeit und der Wasserversorgung abhängig, wobei die unterschiedliche Körnung der Ausgangsgesteine die Wasserzügigkeit oder Trockenheit des Bodens bestimmt. Generell sind die Böden aus lehmigem Sand bzw. sandigen Lehm des Gemeindegebietes nährstoffarm, die Humusart ist in trockenen Bereichen Moder, bei normalen Verhältnissen Mull. Zudem findet sich im Talbereich der Kleinen Mühl sowie des Brücklbaches Podsol.

### Landschaft und Vegetation
Landschaftlich kann das Gemeindegebiet grob in zwei Naturräume eingeteilt werden. Im Südwesten und Süden erstreckt sich der Talraum des Brücklbaches mit Waldeinhängen und das Ortsgebiet von Lembach. Der Landschaftsraum gehört fast zur Gänze zur Raumeinheit Zentralmühlviertler Hochland, der südlichste Abschnitt wird hingegen der Einheit Donauschlucht und Nebentäler zugerechnet. In diesem Teil des Gemeindegebietes finden sich neben dem Hauptort der Gemeinde großflächige Waldgebiete, die überwiegend mit forstlich genutztem Nadelwald bestockt sind. Hinzu kommen kleinere Flächen mit Laub- und Mischwald. Im landwirtschaftlichen Bereich dominiert das Grünland, hinzu kommen wenige Kleinstwaldflächen, Obstbaumwiesen und Einzelbäume als Strukturelemente. Der zweite zu unterscheidende Landschaftsraum umfasst den Hauptteil der Gemeindefläche von Nordwesten bis Südosten. Der Landschaftsraum liegt zur Gänze im Zentralmühlviertler Hochland und beherbergt intensiv genutzte Landwirtschaftsflächen sowie bewaldete Bachtäler. Die Wälder dieses Gebietes beschränken sich vor allem auf die mit Nadelwald bestockten Einhänge der Kerbtäler, zudem bestehen Kleinwaldflächen mit Laubgehölzen in den Randbereichen des Gebietes. Der überwiegende Teil der Flächen wird intensiv für Grün- und Ackerland verwendet, extensive Nutzflächen bestehen nur noch auf Restflächen. Als Strukturelemente bestehen lokal Hecken, zudem Kleinstwaldflächen, Obstbaumwiesen an den Ortsrändern, intensiv genutzte Teiche sowie Obstbaumreihen und Einzelbäume. Insgesamt haben sich im Gemeindegebiet kaum ökologisch wertvolle Landschaftselemente erhalten, wobei die Bäche das höchste Potential aufweisen.

### Gemeindegliederung
| Ortsteil             | 2001  | 2011  |
| -------------------- | ----- | ----- |
| Atzesberg            | 052   | 044   |
| Feichten             | 043   | 041   |
| Graben               | 021   | 019   |
| Lembach im Mühlkreis | 1.321 | 1.365 |
| Lug                  |       | 08    |
| Oberlembach          | 029   | 026   |
| Obernort             | 053   | 044   |
| Volkersdorf          | 014   | 012   |

Das Gemeindegebiet von Lembach im Mühlkreis ist deckungsgleich mit der Katastralgemeinde Lembach. Rund 86 Prozent der Einwohner der Gemeinde leben im Markt Lembach, der 2001 395 Gebäude 1.321 Einwohner umfasste. Die übrigen sechs bzw. sieben Ortsteile wiesen maximal rund 50 Einwohner auf. Der Markt Lembach liegt im Westen des Gemeindegebietes. Nordöstlich bzw. im Norden des Gemeindegebietes liegt der Ortsteil Oberlembach, der aus dem Weiler Oberlembach und dem Weiler Grub besteht. Der Ortsteil umfasste 2001 lediglich sechs Gebäude. Östlich vom Lembach bzw. im Zentrum des Gemeindegebietes befindet sich der Ortsteil Feichten. Die Rotte Feichten wies 2001 insgesamt 14 Gebäude auf. Im Nordosten der Gemeinde liegt der Ortsteil Atzesberg, wobei die Rotte 2001 aus 14 Gebäuden bestand. Südlich von Atzesberg bzw. östlich von Lembach liegt der Weiler Volkersdorf, der 2001 aus fünf Gebäuden bestand. Im Südosten des Gemeindegebietes liegt des Weiteren die Streusiedlung Obernort, zu dem auch der Einzelhof Bauerngut gezählt wird. Insgesamt hatte der Ortsteil 2001 14 Gebäude. Im südlichsten Teil der Gemeinde besteht mit Graben ein weiterer Weiler. Der Ortsteil hatte 2001 sechs Gebäude und beherbergte auch das Gasthaus Bruckwirt.
Das Gemeindegebiet umfasst folgende Ortschaften (in Klammern Einwohnerzahl Stand 1. Jänner 2024):
- Atzesberg (41)
- Feichten (38)
- Graben (15)
- Lembach im Mühlkreis (1341)
- Lug (10)
- Oberlembach (22)
- Obernort (29)
- Volkersdorf (16)

### Nachbargemeinden
| Putzleinsdorf | Hörbich                                     |             |
|               | Kompassrose, die auf Nachbargemeinden zeigt | Altenfelden |
|               | Niederkappel                                |             |

## Geschichte
Die Gründung von Lembach erfolgte um 1000 durch die Falkensteiner am Übergang über den „langen Bach“, woraus sich über „Lengenbach“ der Name Lembach herleitet. Spätere Grundherrschaften durch die Herrschaften Falkenstein, Marsbach und Pürnstein.
Erste urkundliche Erwähnung fand der damals im Osten des Fürstbistums Passau liegende Ort 1230 als „Lengenbach“ und wurde bereits 1256 zum Passauer Gerichtssitz.
Im Zuge der Hussitenkriege wurde 1427 das einstige Schloss Lembach vollständig zerstört.
Beginn des Oberösterreichischen Bauernkriegs (17. Mai 1626)

Zwischen Bauern und bayrischen Soldaten kommt es im Wirtshaus „Habach“ zum Streit, wobei 6 Soldaten erschlagen werden. Daraufhin wird von Obernort aus das vereinbarte Alarmzeichen für die große Bauernerhebung im Lande ob der Enns gegeben.
Während der Napoleonischen Kriege war der Ort mehrfach besetzt.
Im Jahre 1848 ließ der Leinenhändler Alois Johanniter als Dank für die Errettung vor dem Ertrinkungstod in der Donau eine Kapelle auf dem Mühlholzberg samt Kreuzweg errichten.
Um 1850 wird im Zuge der Auflösung der Grundherrschaften die Marktgemeinde Lembach geschaffen.
Seit 1918 gehört der Ort zum Bundesland Oberösterreich. Nach dem Anschluss Österreichs an das Deutsche Reich am 13. März 1938 gehörte der Ort zum Gau Oberdonau. Nach 1945 erfolgte die Wiederherstellung Oberösterreichs.
Bis Ende 2002 gehörte die Gemeinde zum Gerichtsbezirk Lembach, per 1. Jänner 2003 wurde die Gemeinde dem Gerichtsbezirk Rohrbach zugewiesen.

Der Pfarrkirchener Landwirt Josef Amerstorfer klagte 1986 am Bezirksgericht Lembach mit Hilfe des Komitees "Österreicher gegen Wackersdorf" und seinem Anwalt Heinrich Wille gegen die atomare Wiederaufarbeitungsanlage Wackersdorf (WAA) in Bayern. Er klagte auf Baustopp wegen Grundbesitzstörung gegen die DWK, weil er mit seinen Feldern nur 150 Kilometer entfernt von Wackersdorf durch die geplante WAA bedroht war.

## Bevölkerung

### Bevölkerungsstruktur
2013 lebten in der Gemeinde Lembach im Mühlkreis 1.540 Menschen, womit Lembach im oberen Drittel der 42 Gemeinden des Bezirks lag. Bezogen auf die Bevölkerungsdichte wie Lembach sogar die dritthöchste Besiedelungsdichte im Bezirksgebiet auf. Ende 2001 waren 94,7 Prozent der Bevölkerung österreichische Staatsbürger (Oberösterreich 92,8 Prozent, Bezirk Rohrbach 96,9 Prozent), bis zum Jahresbeginn 2013 veränderte sich der Wert mit 95,5 Prozent (Oberösterreich 91,1 Prozent, Bezirk Rohrbach 96,9 Prozent) kaum. Insgesamt wurden 2013 in der Gemeinde 69 Ausländer gezählt, die zu 81 Prozent aus Europa stammten. Zur römisch-katholischen Kirche bekannten sich 2001 92,4 Prozent der Einwohner (Oberösterreich: 79,4 Prozent), 2,7 Prozent waren ohne Bekenntnis, 3,5 Prozent islamischen Glaubens und 1,0 Prozent evangelisch.
Der Altersdurchschnitt der Gemeindebevölkerung lag 2001 etwas über dem Landesdurchschnitt. 18,5 Prozent der Einwohner von Lembach waren jünger als 15 Jahre (Oberösterreich: 18,8 Prozent), 55,6 Prozent zwischen 15 und 59 Jahre alt (Oberösterreich: 61,6 Prozent). Der Anteil der Einwohner über 59 Jahre lag mit 25,9 Prozent deutlich über dem Landesdurchschnitt von 20,2 Prozent, was mit ca. 100 Bewohnerinnen im Bezirksaltenheim Lembach erklärbar ist. Der Altersdurchschnitt der Bevölkerung von Lembach veränderte sich in der Folge in allen Segmenten. Der Anteil der unter 15-jährigen sank per 1. Jänner 2013 auf 13,5 Prozent, während sich der Anteil der Menschen zwischen 15 und 59 Jahren auf 63,3 Prozent deutlich erhöhte. Der Anteil der über 59-jährigen sank hingegen leicht auf 23,1 Prozent. Nach dem Familienstand waren 2001 45,1 Prozent der Einwohner von Lembach ledig, 41,0 Prozent verheiratet, 10,4 Prozent verwitwet und 3,5 Prozent geschieden.

### Bevölkerungsentwicklung
Die Gemeinde Lembach im Mühlkreis verzeichnete zwischen 1869 und 1880 ein starkes Bevölkerungswachstum von 15 Prozent, danach kam es bis 1939 zu kaum einer Bevölkerungsbewegung. Vielmehr pendelte die Einwohnerzahl um etwa 1.000 Einwohner. 1939 begann ein kontinuierliches Bevölkerungswachstum, wobei es insbesondere in den 1960er Jahren und in den 1980er Jahren zu einem starken Wachstum kam. Das Bevölkerungswachstum der Gemeinde lag deutlich über jenem des Bezirks Rohrbach, jedoch leicht unter jenem des Bundeslandes Oberösterreich. Die Gemeinde verzeichnet seit den 1970er Jahren eine stark schwankende Geburten- bzw. Wanderungsbilanz. Konnte die positive Geburtenbilanz in den 1970er Jahren die negative Wanderungsbilanz gerade noch ausgleichen, so war in den 1980er Jahren die Zuwanderung mehr als doppelt so hoch wie der Geburtenüberschuss. In den 1990er Jahren kippte die Geburtenbilanz dann stark ins Minus, konnte jedoch durch eine gleichbleibend hohe Wanderungsbilanz ausgeglichen werden. Auch seit 2001 ist die Zuwanderung hoch, während die Geburtenbilanz stark negativ ist.

## Kultur und Sehenswürdigkeiten
- Pfarrkirche Lembach
- Mühlholzkapelle

## Wirtschaft und Infrastruktur

### Bildung
- Volksschule Lembach
- Mittelschule Lembach
- Landesmusikschule Lembach

### Gesundheit
Seit 1990 sorgt das Rote Kreuz mit der Ortsstelle Lembach für eine notfallmedizinische Versorgung der Bevölkerung von Lembach und den umgebenden Gemeinden. Vor dieser Zeit hatte das Grüne Kreuz diese Aufgabe inne.
Zudem gibt es im Ort einen praktischen Arzt, einen Zahnarzt und eine Osteopathin.

## Politik

### Gemeinderat
Der Gemeinderat als oberstes Gremium der Gemeinde umfasst 19 Sitze und wird alle sechs Jahre im Zuge oberösterreichweiter Gemeinderatswahlen gewählt. Der Gemeindevorstand setzt sich aus fünf Mitgliedern zusammen, wobei die Österreichische Volkspartei (ÖVP) mit der Bürgermeisterin und dem Vizebürgermeister sowie einem weiteren Mitglied seit 2015 drei Mitglieder, die Sozialdemokratische Partei Österreichs (SPÖ) und die Freiheitliche Partei Österreichs (FPÖ) jeweils ein Mitglied stellt.
Stärkste Fraktion im Gemeinderat von Lembach im Mühlkreis ist seit jeher die ÖVP, die zwischen 1973 und 2009 immer die absolute Stimmen- und Mandatsmehrheit erzielen konnte. Die ÖVP erreichte dabei in diesem Zeitraum Wahlergebnisse zwischen 57,7 und 67,2 Prozent. Zweitstärkste Partei war immer die SPÖ, die zwischen 21,0 und 34,5 Prozent der Stimmen auf sich vereinen konnte. Auch die FPÖ trat bei jeder Wahl in diesem Zeitraum an und kam auf Stimmenanteile zwischen 4,9 und 18,4 Prozent, wobei die FPÖ lediglich in den Jahren 1991, 1997 und 2015 über die 10 Prozent Marke kam. Bei der letzten Gemeinderatswahl 2015 kam die ÖVP auf 63,4 Prozent bzw. 13 Mandate, die SPÖ erzielte 19,4 Prozent und 3 Mandate, die FPÖ 17,3 Prozent und ebenfalls 3 Mandate.
- Mit den Gemeinderats- und Bürgermeisterwahlen in Oberösterreich 1997 hatte der Gemeinderat folgende Verteilung: 12 ÖVP, 4 SPÖ und 3 FPÖ.[13]
- Mit den Gemeinderats- und Bürgermeisterwahlen in Oberösterreich 2003 hatte der Gemeinderat folgende Verteilung: 12 ÖVP, 6 SPÖ und 1 FPÖ.[14]
- Mit den Gemeinderats- und Bürgermeisterwahlen in Oberösterreich 2009 hatte der Gemeinderat folgende Verteilung: 13 ÖVP, 5 SPÖ und 1 FPÖ.[15]
- Mit den Gemeinderats- und Bürgermeisterwahlen in Oberösterreich 2015 hatte der Gemeinderat folgende Verteilung: 13 ÖVP, 3 SPÖ und 3 FPÖ.[16]
- Mit den Gemeinderats- und Bürgermeisterwahlen in Oberösterreich 2021 hat der Gemeinderat folgende Verteilung: 12 ÖVP, 3 SPÖ, 2 FPÖ und 2 MFG.[17]

### Bürgermeister
Bürgermeister seit 1850 waren:
- 1850–1854 Karl Mayrhofer
- 1854–1855 Alois Zöchbauer
- 1855–1856 Leopold Fierlinger
- 1856–1858 Georg Emhofer
- 1858–1859 Alois Schulz
- 1859–1861 Alois Zöchbauer
- 1861–1873 Carl Mayrhofer
- 1873–1873 Leopold Fuchs
- 1873–1874 Leopold Fierlinger
- 1874–1876 Carl Mayrhofer
- 1876–1877 Leopold Fierlinger
- 1877–1879 Johann Dorner
- 1879–1880 Josef Eisner
- 1880–1881 Janda
- 1881–1893 Josef Eisner
- 1893–1894 Ignaz Atzgerstorfer
- 1894–1897 Hermann Oberhumer
- 1897–1897 Paul Radinger
- 1897–1900 Hermann Oberhumer
- 1900–1902 Leopold Fuchs
- 1902–1903 Ignaz Atzgerstorfer
- 1903–1907 Hermann Oberhumer
- 1907–1910 Alois Dorner
- 1910–1917 Hermann Oberhumer
- 1917–1919 Anton Pürchenfellner
- 1919–1923 Hermann Oberhumer
- 1923–1927 Mathias Ennsbrunner
- 1927–1927 Franz Oberhumer
- 1927–1928 Johann Stadler
- 1928–1929 Ignaz Atzgerstorfer
- 1929–1929 Franz Oberhumer
- 1929–1938 Johann Stadler
- 1938–1938 Johann Kandler
- 1938–1938 Ignaz Atzgerstorfer
- 1938–1938 Max Krauk
- 1938–1945 Hans Söser
- 1945–1946 Franz Oberhumer
- 1946–1955 Eduard Baumüller
- 1955–1961 Karl Stadt
- 1961–1970 Ernst Altendorfer
- 1970–1985 Alois Hötzendorfer
- 1985–1990 Herbert Ortner
- 1990–2020 Herbert Kumpfmüller
- seit 2020 Nicole Leitenmüller

Als erste Frau übernahm Nicole Leitenmüller im Alter von 30 Jahren im Frühjahr 2020 das Bürgermeisteramt von Herbert Kumpfmüller, der nach 30 Jahren abdankte.

### Sonstige Wahlen
Analog zum guten Abschneiden bei Gemeinderatswahlen konnte die ÖVP bei Landtagswahlen zwischen 1973 und 2009 immer den ersten Platz belegen. Mit Ausnahme der Landtagswahl 2003 erreichte die ÖVP sogar immer die absolute Stimmenmehrheit. Ihr schlechtestes Ergebnis verzeichnete die ÖVP im Jahr 1997 mit 48,7 Prozent, ihr bestes Ergebnis seit 1973 lag bei 65,4 Prozent im Jahr 1973. Die SPÖ war bei Landtagswahlen in der Gemeinde Lembach immer die zweitstärkste Kraft. Sie kam in der Zeit seit 1973 im Jahr 2003 mit 37,5 Prozent auf ihr bestes Ergebnis, ihr schlechtestes Ergebnis fuhr die SPÖ im Jahr 2009 ein. Die FPÖ belegte in der Gemeinde seit 1991 bei Landtagswahlen immer den dritten Platz, nachdem sie zuvor nur wenige Stimmen erhalten hatte. 1997 kam sie mit 13,5 Prozent auf ihr bis dahin bestes Ergebnis. Bei der Landtagswahl 2009 konnte die ÖVP mit 55,5 Prozent erneut Erster werden. Die SPÖ verbuchte mit 23,0 Prozent ihr bisher schlechtestes Ergebnis. Die FPÖ kam mit 11,6 Prozent auf ihr bis dahin zweitbestes Ergebnis seit 1973, die Grünen konnten mit 6,8 Prozent ihr bisher bestes Ergebnis holen.

### Wappen
Unbekannt ist, wer das Wappen verliehen hat, und wann es verliehen worden ist. Als Verleihungsjahr wird jedoch 1612 angenommen, da Kaiser Matthias am 23. Dezember dieses Jahres Lembach zum vollkommenen Markt erhoben hatte. Der erste gesicherte Abdruck stammt aus dem Jahr 1652.
In der Wappensammlung des OÖ. Landesarchivs wird das Wappen der Marktgemeinde Lembach i.M. folgendermaßen beschrieben:
In Blau ein goldener, schmaler Wellenbalken, oben und unten spiegelgleich begleitet von je einem goldenen, großen Stern, der von fünf ebensolchen, vom Balken aus halbkreisförmig angeordneten, kleinen Sternen umgeben ist.
Die Gemeindefarben sind Blau-Gelb.

## Persönlichkeiten

### Söhne und Töchter der Gemeinde
- Alfons Dorfner (1911–1982), Kanute
- Manfred Mayrhofer (* 1944), Dirigent

### Mit der Gemeinde verbundene Persönlichkeiten
- Michael Zaglmair (* 1987), Fußballtorhüter